# Eichenmeise

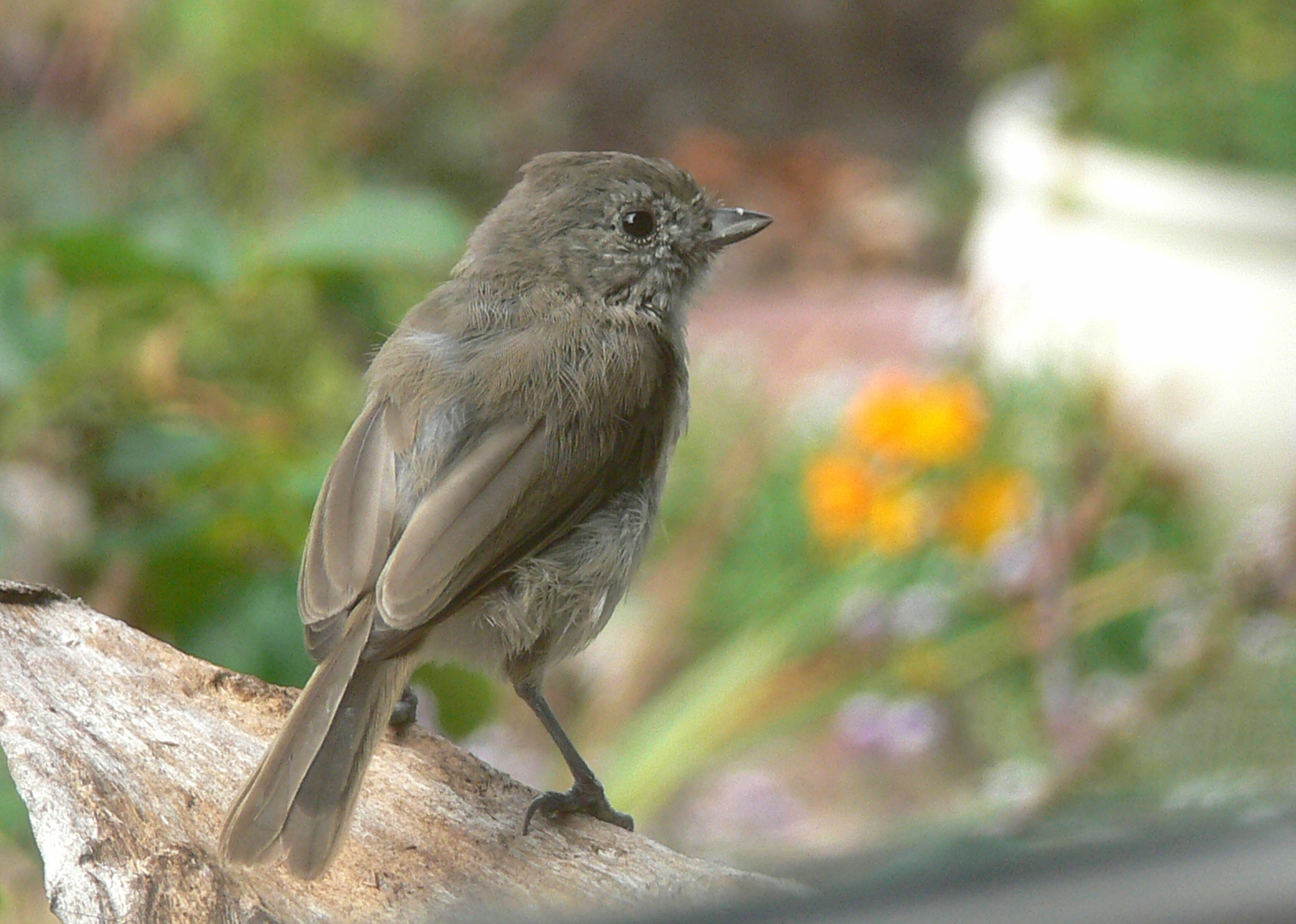
Rückansicht

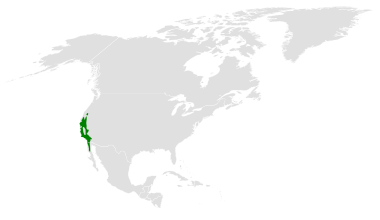
Verbreitungsgebiet der Eichenmeise

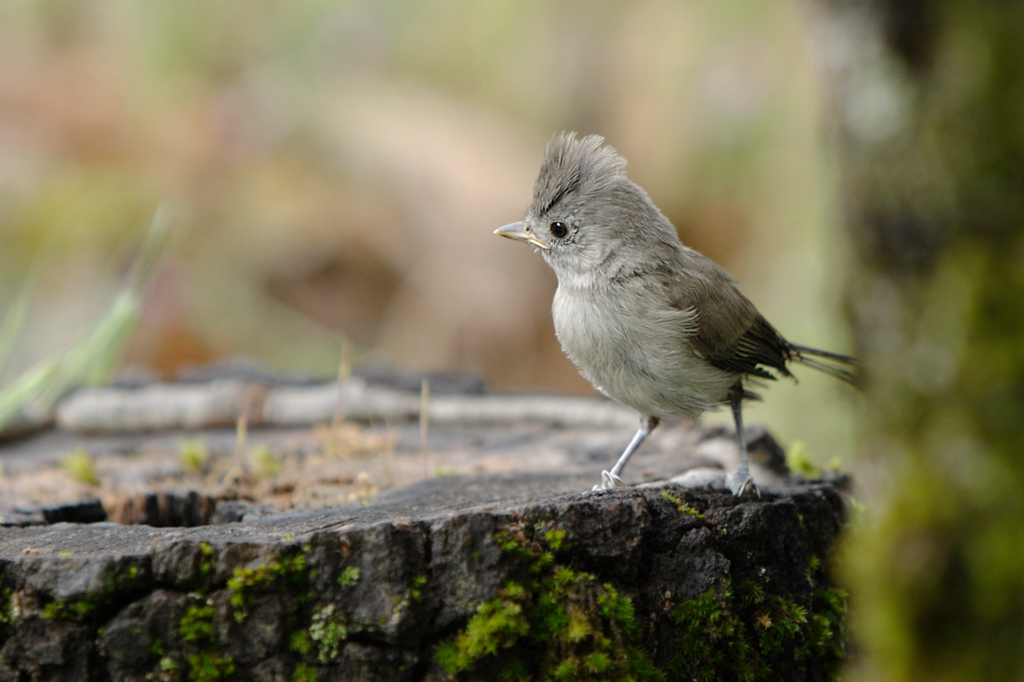
Jungvogel

Die Eichenmeise (Baeolophus inornatus), gelegentlich auch als Schlichtmeise bezeichnet, ist eine in Nordamerika vorkommende Singvogelart aus der Familie der Meisen (Paridae). Der Artname leitet sich von dem lateinischen Wort inornatus mit der Bedeutung „schmucklos bzw. schlicht“ ab und bezieht sich auf die unauffällige Zeichnung der Art.

## Merkmale
Die Eichenmeise erreicht eine Körperlänge von ca. 16 Zentimetern. Ein Sexualdimorphismus besteht nicht. Der Vogel zeigt eine unauffällige, graue bis graubraune Oberseite mit ebenso gefärbten Flügeln und Schwanzfedern. Das Gesicht und die Unterseite sind weißlich bis hellgrau. Auf dem Kopf befindet sich eine kurze Federhaube, die zuweilen angelegt wird. Der kleine Schnabel ist schwärzlich, Beine und Füße haben eine bleiblaue bis schwarzgraue Farbe.

## Ähnliche Arten
Bis zum Jahr 1996 wurde in den USA eine Meisenart unter dem Namen Plain Titmouse geführt. Untersuchungen der American Ornithologists’ Union ergaben, dass es sich dabei um zwei Arten handelt, die fortan als Oak Titmouse (Baeolophus inornatus) und Juniper Titmouse (Baeolophus ridgwayi) bezeichnet wurden. Äußerlich sind die beiden Arten praktisch nicht zu unterscheiden. Hautunterscheidungsmerkmale sind genetische sowie gesangliche Unterschiede. Auch unterscheiden sich die beiden Arten aufgrund ihrer bevorzugten Lebensräume. Die Eichenmeise (Oak Titmouse) hält sich überwiegend in Eichenwäldern (engl. oak) auf, während die Wacholdermeise (Baeolophus ridgwayi) Wacholderbiotope (Juniperus)  bevorzugt.

## Verbreitung, Unterarten und Lebensraum
Die Eichenmeise kommt von der Südwestküste Oregons entlang eines breiten Küstenstreifens durch Kalifornien bis nach Baja California vor. Die Meisen halten sich bevorzugt in Eichenwäldern auf. Es werden folgende Unterarten geführt:
- Baeolophus inornatus affabilis
- Baeolophus inornatus cineraceus
- Baeolophus inornatus inornatus
- Baeolophus inornatus mohavensis

## Lebensweise
Die Eichenmeise gilt an der Westküste der USA als häufigster Vogel in Eichenwäldern und ihr Gesang wird gerne als „Stimme und Seele der Eichenwälder“ bezeichnet. Der Gesang ist sehr melodisch und erschallt durchgehend im Jahr, wobei beide Geschlechter singen. Männchen singen besonders intensiv während des Frühjahrs, dann findet auch eine Paarbildung der vorjährigen Brut statt. Die Geschlechter bleiben danach über Jahre permanent zusammen. Die Nester werden zuweilen in verlassenen Spechthöhlen angelegt. Ein Gelege besteht in der Regel aus 6 bis 7 Eiern.   Während der Brutzeit leben die Vögel paarweise, im Winter werden meist Gruppen, zuweilen zusammen mit anderen Arten gebildet. Gern besuchen sie angelegte Futterstellen.

## Bestand und Gefährdung
Die Eichenmeise ist in ihren Vorkommensgebieten nicht selten und wird demzufolge von der Weltnaturschutzorganisation IUCN als „least concern = nicht gefährdet“ geführt.